# October File
October File est un groupe britannique de heavy metal.

## Histoire
Le nom du groupe s'inspire de l'album homonyme de Die Kreuzen. Leur premier album est publié en 2004 ; d'autres suivent sur les labels Golf Records et Candlelight Records. Leur style musical utilise des éléments de punk, de hardcore et de metal industriel, souvent avec des connotations politiques. Jaz Coleman de Killing Joke est invité sur l'album Holy Armour from the Jaws of God sorti en 2007. Le groupe devait partir en tournée avec Prong en janvier 2008 mais se désiste pour cause de maladie. 
Le groupe effectue une tournée en février 2010 avec le groupe américain Fear Factory et le groupe britannique Sylosis, suivie de près par une apparition au Hammerfest II à Prestatyn, au Pays de Galles, sur la deuxième scène. En outre, le groupe joue son propre rôle dans la comédie de zombies Zombie Driftwood, dont l'action se déroule dans les îles Caïmans. La bande originale du film comprend une sélection de chansons heavy metal et inclut les titres Falter et Isolation d'October File. Le groupe met fin à ses activités le 6 octobre 2016.

## Discographie
- 2004 : A Long Walk on a Short Pier (Abstract Sounds)
- 2004 : How to Lose Friends and Alienate People (EP, Golf Records)
- 2005 : Monuments (EP, Golf Records)
- 2006 : Hallowed by thy Army (EP, Candlelight Records)
- 2007 : Holy Armour from the Jaws of God (Candlelight Records)
- 2010 : Our Souls to You (Candlelight Records)
- 2014 : The Application of Loneliness, Ignorance, Misery, Love and Despair – An Introspective of the Human Condition (Candlelight Records)